# Цимет (дрво)
Цимет (лат. Cinnamomum verum, синоним C. zeylanicum), зимзелено је дрво из породице ловора (Lauraceae) високо 10—15 m. Потиче са острва Шри Ланке (други назив Цејлон). Зачин који се добија од коре овог дрвета носи исто име.

## Опис
Листови  су јајолики, дугуљастог облика и дугачки 7—18 cm. Цветови, који су распоређени у метлице, имају зеленкасту боју и посебан мирис. Плод је љубичаста коштуница од 1 cm која садржи једно семе.

## Узгајање
Стари ботанички синоним за дрво, Cinnamomum zeylanicum, потиче од ранијег имена Шри Ланке — Цејлон. Шри Ланка и даље производи 80,—90% светске понуде C. verum, која се такође узгаја у комерцијалним размерама на Сејшелима, Мадагаскару и Танзанији.

## Примене у медицини
Цимет има дугу историју употребе у традиционалној медицини као помоћ за варење; међутим, савремене студије не могу да пронађу доказе о било каквом значајном медицинском или терапијском ефекту.
Прелиминарне студије показују да цимет може успорити синтоме Алцхајмерове болести кроз смањење олигомеризације бета-амилоида.